# Улица Хромова (Москва)
Улица Хро́мова — одна из улиц Восточного административного округа Москвы. Располагается на территории района Преображенское. Располагается между Краснобогатырской и Халтуринской улицами. Пересекает Малую Черкизовскую улицу. Длина — 900 метров.

## Происхождение названия
В начале XX века улица носила название Дубасовская — в честь генерал-губернатора, члена Государственного Совета Фёдора Дубасова (1845—1912), во время революции 1905 года участвовавшего в подавлении декабрьского вооружённого восстания рабочих в Москве и по этой причине прозванного «палачом русской революции».
В 1924 году была переименована в честь рабочего 2-го Бронетанкового завода, участника Октябрьской революции большевика Василия Хромова (1892—1920), участвовавшего в боях за Алексеевское военное училище и кадетские корпуса и погибшего в гражданской войне.

## Примечательные здания и сооружения

### По чётной стороне

#### № 40, Пожарная часть

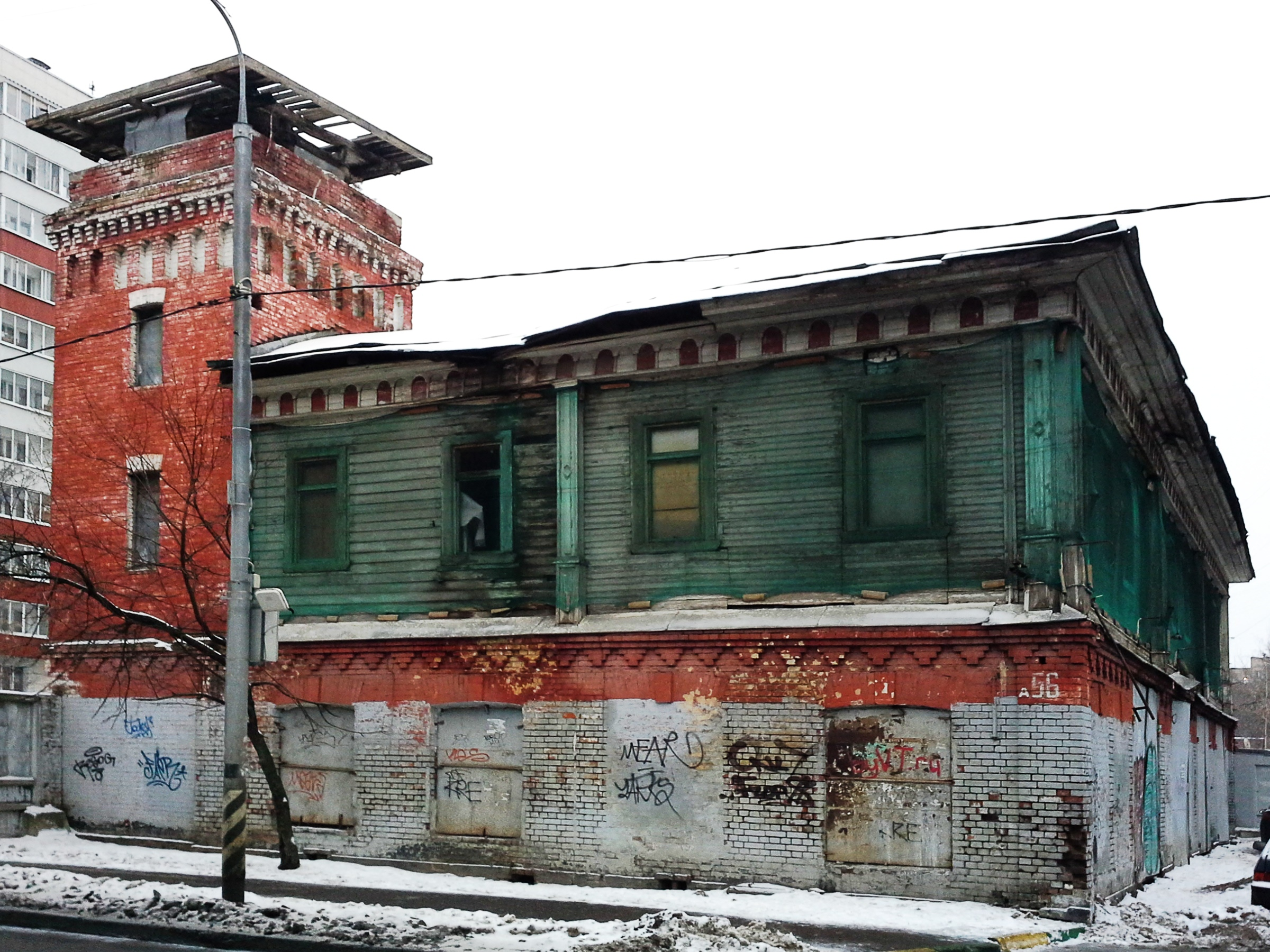
Здание пожарной части. Фото 2014 года

Редкое для данного района Москвы историческое строение является местным визуальным акцентом. Его первый этаж — кирпичный, второй, включая декоративные элементы, — полностью выполнен из дерева. Первоначальный объём здания был построен в 1900-х годах как корпус ткацкой фабрики; на первом этаже располагалось производство, а на втором — жилые и конторские помещения. В 1913 году фабрику вместе с оборудованием и инструментом приобрели владельцы торгового дома «Наследники Исакова Г. Г.» Г. И. и П. И. Исаковы, после чего начали здесь производство шерстяных платочных товаров.
В 1920-х годах строение как одно из немногих кирпичных в округе было приспособлено под пожарную часть, для этого с северной стороны была пристроена трехэтажная каланча (верхний деревянный этаж утрачен в период с 1971 по 1981 гг). После того, как в 1995 году Пожарная часть № 18 переехала, в здании располагался автосервис, затем в течение нескольких лет оно пустовало и разрушалось.
С 2014 года участок взяло в долгосрочную аренду ООО «Магнит». Оно решило снести старинное здание и возвести на участке шестиэтажный офисно-деловой центр общей площадью более 5 тысяч м². К концу года были проведены общественные слушания и выдан ГПЗУ для сноса существующего и строительства нового объекта. Чтобы защитить историческую постройку, в сентябре 2015 года была подана заявка в Департамент культурного наследия г. Москвы, в феврале 2016 года здание признано выявленным объектом культурного наследия. В октябре 2016 года второй, деревянный этаж памятника, почти полностью сгорел в результате поджога. ООО «Магнит» активно лоббирует снятие здания с охраны и его снос. В августе 2017 года на общественное обсуждение вынесен акт государственной историко-культурной экспертизы, в октябре Приказом Мосгорнаследия здание пожарной части включено в единый государственный реестр ОКН (памятников истории и культуры) народов Российской Федерации в качестве ОКН регионального значения (памятника), утверждены границы его территории и предмет охраны. Летом 2018 года по решению арбитражного суда, Мосгрнаследию удалось добиться принуждения собственника к проведению первоочередных работ по памятнику. Ранее собственнику данного памятника ООО «Магнит» было выдано предписание о проведении ремонтно-реставрационных работ. В связи с неисполнением предписания Департаментом и был подан иск, который Арбитражный суд удовлетворил. В августе 2018 года приказом Мосгорнаследия утверждено охранное обязательство собственника или иного законного владельца ОКН.

## Транспорт
По улице не проходят маршруты общественного транспорта. Ближайшие остановки расположены на перпендикулярных улицах, где останавливаются трамваи 2, 4, 7, 11, 13, 36, 46, автобусы 80, 86, 311.
Ближайшая станция метро —  Преображенская площадь.